# Tarapur
Tarapur è una suddivisione dell'India, classificata come census town, di 7.012 abitanti, situata nel distretto di Thane, nello stato federato del Maharashtra. In base al numero di abitanti la città rientra nella classe V (da 5.000 a 9.999 persone).

## Geografia fisica
La città è situata a 19° 51' 08 N e 72° 40' 42 E.

## Società

### Evoluzione demografica
Al censimento del 2001 la popolazione di Tarapur assommava a 7.012 persone, delle quali 3.538 maschi e 3.474 femmine. I bambini di età inferiore o uguale ai sei anni assommavano a 787, dei quali 419 maschi e 368 femmine. Infine, coloro che erano in grado di saper almeno leggere e scrivere erano 55, dei quali 26 maschi e 29 femmine.